# Distretto di Miraflores (Yauyos)
Il distretto di Miraflores è uno dei trentatré distretti della provincia di Yauyos, in Perù. Si trova nella regione di Lima e si estende su una superficie di 226,24 chilometri quadrati.
Istituito il 13 marzo 1936, ha per capitale la città di Miraflores.